# Ian Bairnson
Ian Bairnson (Lerwick, Islas Shetland, 3 de agosto de 1953-7 de abril de 2023) fue un músico británico, famoso por ser uno de los principales miembros de The Alan Parsons Project. Ha tocado el saxofón y los teclados, pero es más conocido como guitarrista. 
Aunque nació en Shetland, Bairnson creció en Edimburgo, Midlothian, Escocia.
Fue guitarrista de sesión antes de unirse en 1973 al grupo Pilot, junto con los músicos David Paton y Billy Lyall, que procedían de los Bay City Rollers, contribuyendo con la parte de guitarra de doble mástil a su éxito de 45 RPM, "Magic". Durante este tiempo con los Pilot empezó a colaborar con Alan Parsons, el productor de su álbum de debut. Fue esta alianza la que ayudó a incorporar a la mayoría de los miembros de la banda (el bajista y voz principal Paton y el batería Stuart Tosh) en The Alan Parsons Project.
Como guitarrista, ha participado en todos los álbumes de The Alan Parsons Project, así como el proyecto paralelo de 1984 Keats. También consta en los créditos de álbumes como The Kick Inside de Kate Bush, (con un notable solo de guitarra en "Wuthering Heights"), además de colaborar con la banda Bucks Fizz, para quienes escribió dos de sus Top 20, "If You Can't Stand The Heat" y "Run for Your Life".
Gracias en parte a su dominio del idioma español, Bairnson empezó a colaborar con artistas españoles como Manolo García, en cuyos primeros discos en solitario toca la guitarra. Durante muchos años vivió en España, trabajando como guitarrista de sesión, y ha salido de gira con diversas bandas, la más reciente el grupo español Junk (Bairnson, Pau Chaffer, Sarah Rope y Ángel Celada). 
En 2018 Bairnson se retiró de las actuaciones en público debido una afección neurológica progresiva que afectaba a sus habilidades de comunicación. Murió el 7 de abril del 2023 a los 69 años.